# 주노 (음악가)
준 주노(영어: June-Juno 준 주노[*], 본명: 윤준호, 1975년 11월 27일~)는 대한민국의 현대 CCM 기독교 음악가이자 대중음악가이고, 록 트로트 음악 작곡가, 작사가 겸 음반 프로듀서, 대학 교수이기도 하다.
1995년 언더그라운드 라이브 클럽에서 R&B 음악가로 첫 데뷔하였으며, 싱어송라이터 윤항기(尹恒基)와 윤 교수의 배우자 정경신 여사의 자녀 1남 4녀(5남매) 중 막내 외동 아들(다섯째)이자 가수 윤복희의 조카인 그는 성인가요 트로트 작곡 및 작사가 및 음반 프로듀서 등으로 현재 활동하고 있으며, 본관은 파평(坡平)으로, 황정자 여사의 가장 대중적으로 히트한 노래 《처녀 뱃사공》의 작사가 윤부길의 손자이기도 하다(친할머님이신 무용가 고향선(본명 성경자) 여사 또한 조부이신 작사가 윤부길 선생의 재혼 계배 부인.).
그의 주요 작곡 히트작으로는, 태진아의 《당신만의 아픔》,《당신편이야》를 비롯하여, 《뜨거운 안녕》이 가장 대중적으로 히트한 자니 리(Johnny Lee) 선생의 《걱정마》, 미스터 트롯 출신의 록 트로트 가수 이도진의 《한방이야》, 아역 배우 출신의 김민희(똑순이)의 《천생연분》 , 트로트 신동 조기흠의 《고향길》, 《한잔해》, 그리고 유명 유투버 배그나의 《좋아요》 외 등등이 있다.
《나성에 가면》의 원곡 가수 그룹이기도 한, 라틴 팝 음악 보컬 그룹 『세샘트리오』의 구성원이었던 현진옥의 《당신편이야》 등 많은 트로트음악을 작사,작곡, 프로듀싱 및 제작을 하였으며, 이미 그가 음반을 제작까지 한 수수명의 뮤지션들이 "TV 조선 미스터트롯,   "MBN 보이스 트롯,  " KBS 아침마당 에서의 최종 5연승,
"아프리카TV 트로트대전 최종 우승 등 많은 프로에 출연하게 되고 좋은 성적을 내보이며  그의 제작 및 작곡 실력을 선보인다.
그리고 윤준호는 TV조선 마이웨이,  SBS 모닝와이드 트로트편, 채널A 관찰카메라 트로트편 등 많은 프로에 직접 출연 을 하며 더욱 이름을 알려지게 된다.
함께 제작을 하는 팀은" KBS 불후의 명곡"의 편곡가 최일호 음악가와 "미스터트롯" 복면가왕"의 기타리스트 전형기 음악가 등 실력있는 연주인들이 함께 참여해 음반을 완성도를 높여왔다.
또한 해군 수병(연예병 군필)을 제대한 그는 CCM 음악가로써의 활동 또한 꾸준히 해오고 있다.
그리고 그는 근자까지 CCM 보컬 음악 그룹 '큐브(Cube)'의 프로듀서 및
보컬리스트로 활동하고 있었으며, 2004년 1집 DESTINY,2007년 2집 축복 그리고 2012년 이젠 음반의 전곡을  작사 작곡 프로듀싱을 하였다.
그리고 다수의 CF음악 및 KBS 애니메이션 렛츠댄스 및 만화음악 등을 제작 담당하였었으며, 현재는 서울 충무로에 있는 서울 예술직업전문학교에서 실용음악학 학부 전임교수 직으로 있기도 하다.